# 린케우스
린케우스(Lynceus)는 그리스 신화에 나오는 아이깁토스의 아들이다. 아이깁토스는 여러 명의 여인과 관계를 맺어 50명의 아들을 두었는데, 린케우스는 그 가운데 장남이라고도 한다. 어머니는 아르기피아이다. 아이기프토스의 쌍둥이 형제로서 아르고스를 다스리던 다나오스는 다나이스라고 하는 50명의 딸을 두었는데, 아이기프토스는 자신의 아들들과 다나이스와의 결혼을 강요하였다. 자신의 왕국을 빼앗으려는 속셈이라고 간주한 다나오스는 결혼식을 치른 날 딸들을 불러 단검을 하나씩 나눠 주면서 첫날밤 신랑의 목을 베라고 시켰다. 린케우스는 다나이스 가운데 맏이인 히페름네스트라와 혼례를 올린 뒤 신방에 들었다. 히페름네스트라는 자신의 처녀성을 존중해 준 린케우스에게 아버지의 살인 명령을 고백하고 도망칠 수 있도록 도와주었다. 린케우스의 형제 49명은 이미 다나이스의 칼에 목을 베인 뒤였다. 탈출에 성공한 린케우스는 군대를 이끌고 돌아와 다나오스는 물론 히페름네스트라를 제외한 49명의 다나이스를 죽이고 아르고스를 점령하였다.